# Hylsnejlika
Hylsnejlika (Petrorhagia prolifera) är en nejlikväxtart som först beskrevs vetenskapligt av Carl von Linné, och fick sitt nu gällande namn av Peter William Ball och Vernon Hilton Heywood. Hylsnejlika ingår i släktet klippnejlikor och familjen nejlikväxter. Enligt den svenska rödlistan är arten sårbar i Sverige. Arten förekommer i Götaland, Gotland och Öland. Artens livsmiljö är jordbrukslandskap. Inga underarter finns listade i Catalogue of Life.
Hylsnejlika finns med i den växtförteckning över arter som Jørgen Fuiren insamlat under sin resa till Gotland 1623. Nästa fynduppgift härrör från Johan Peter Falck 1759.

## Bildgalleri

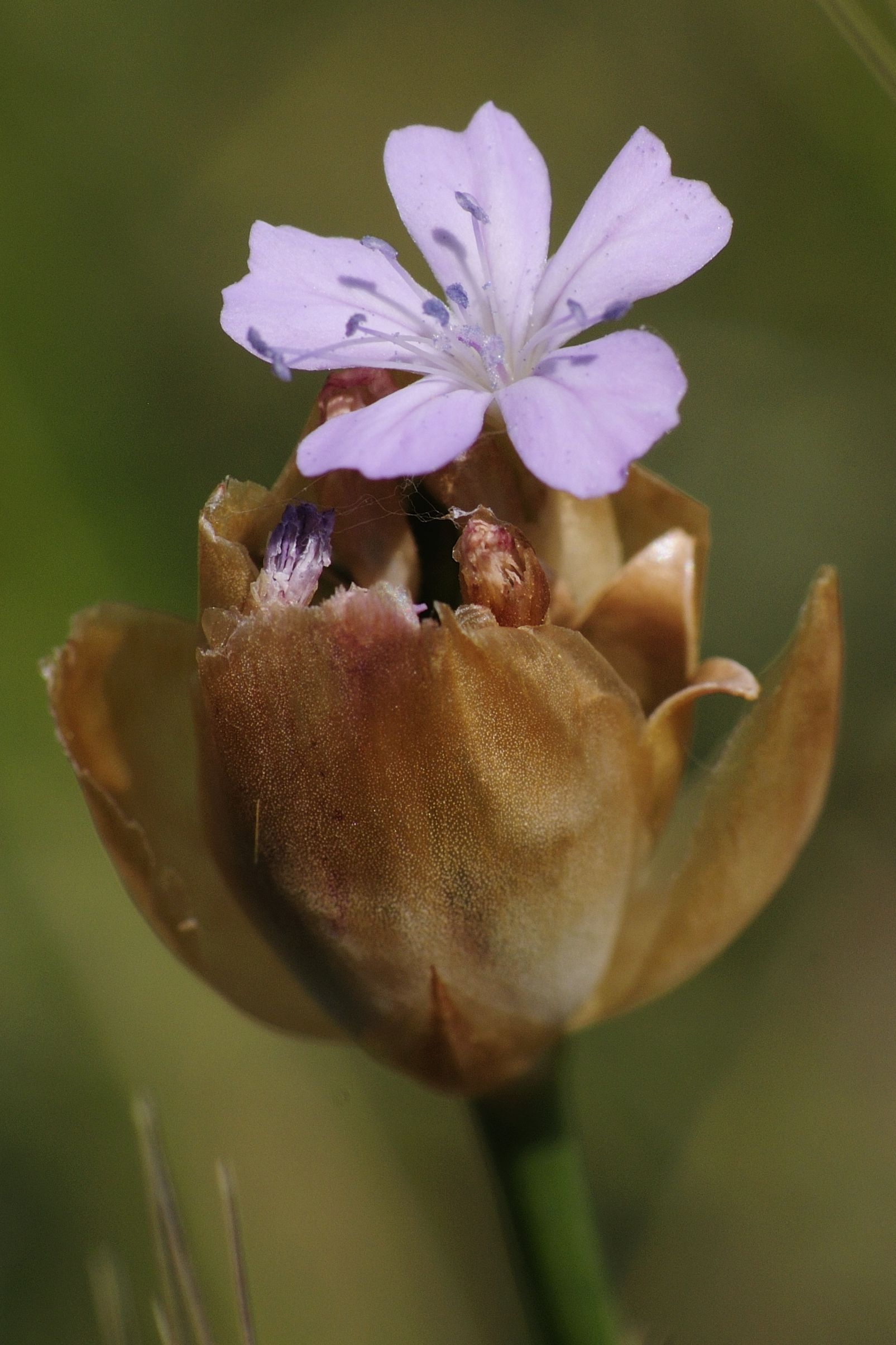
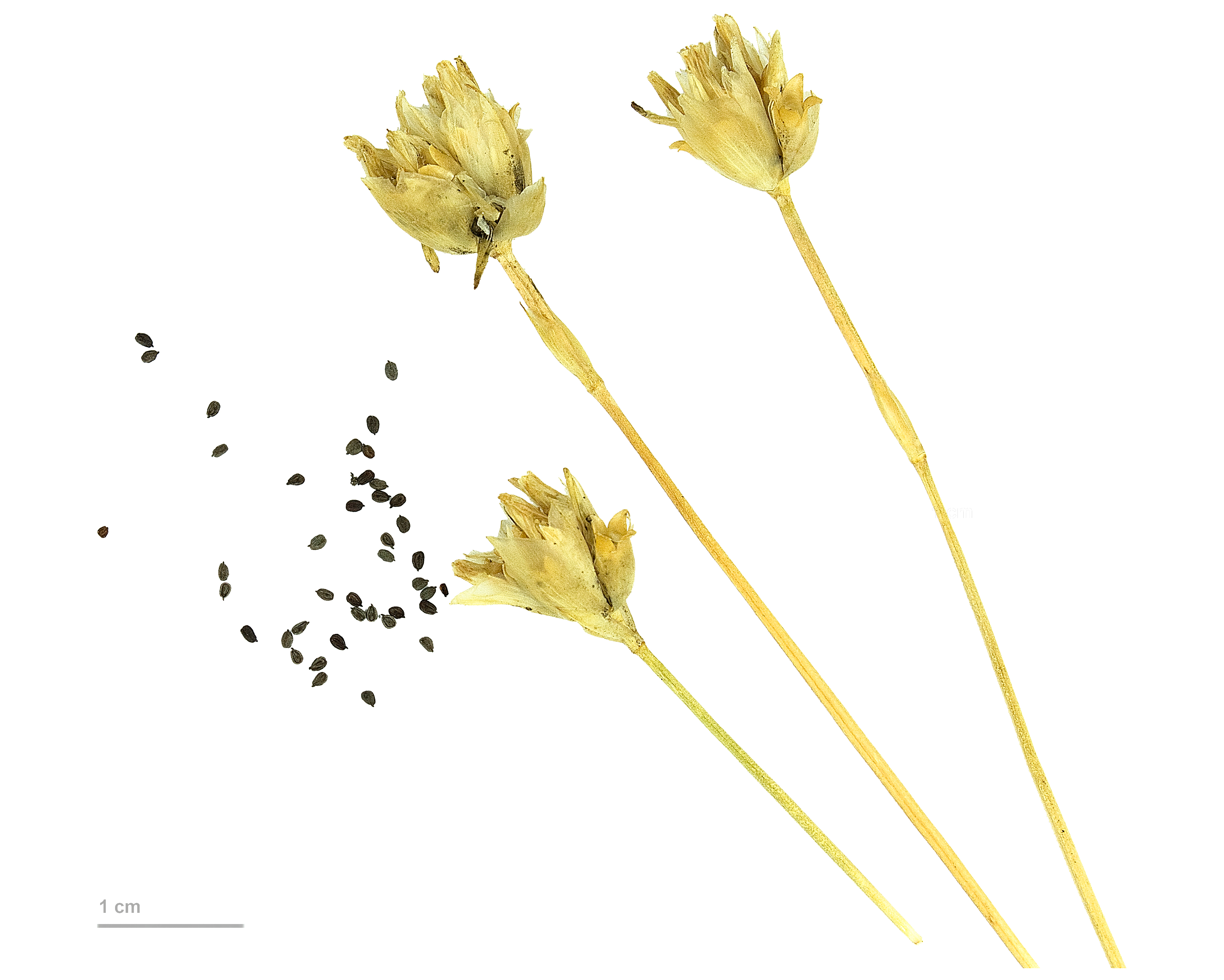
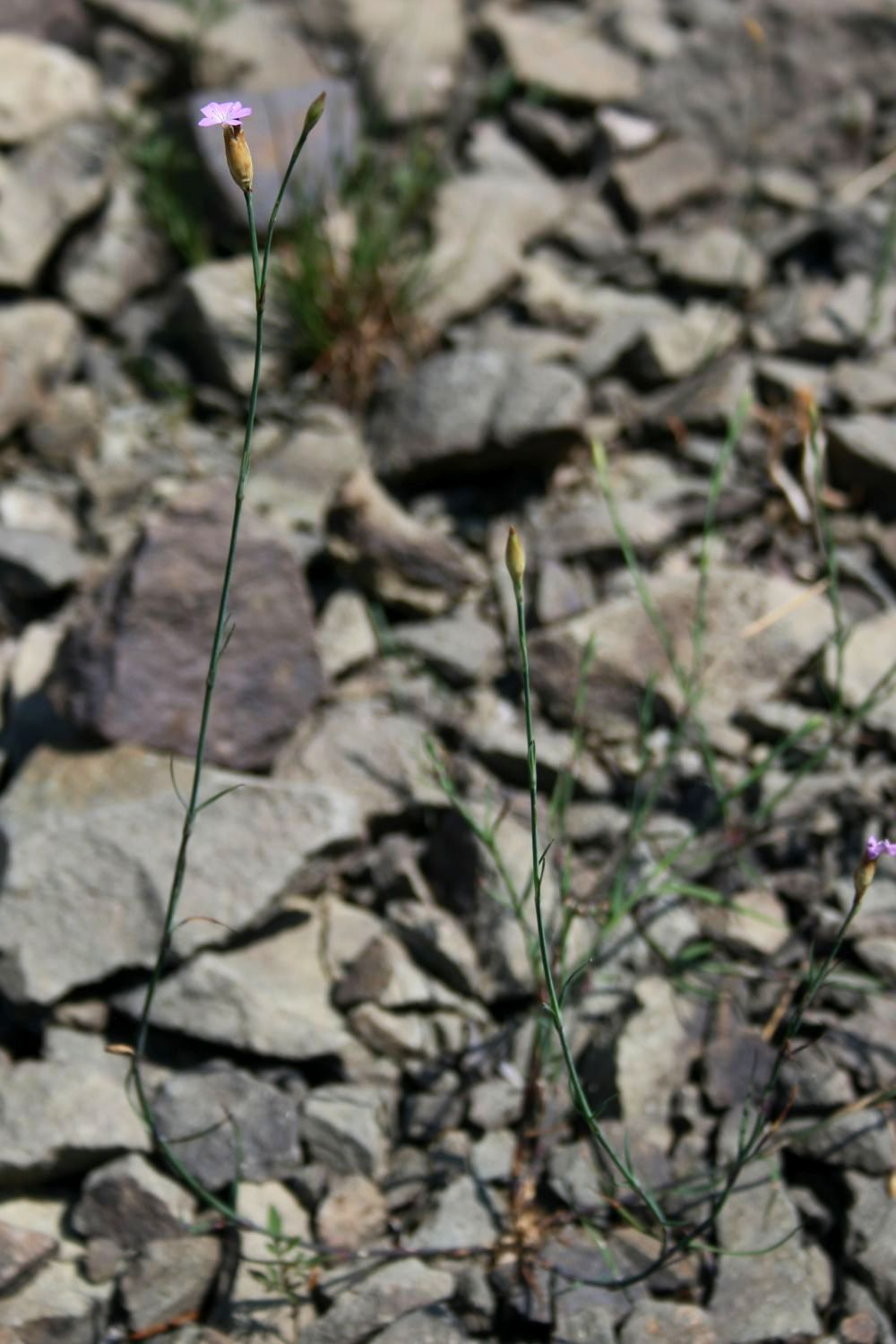
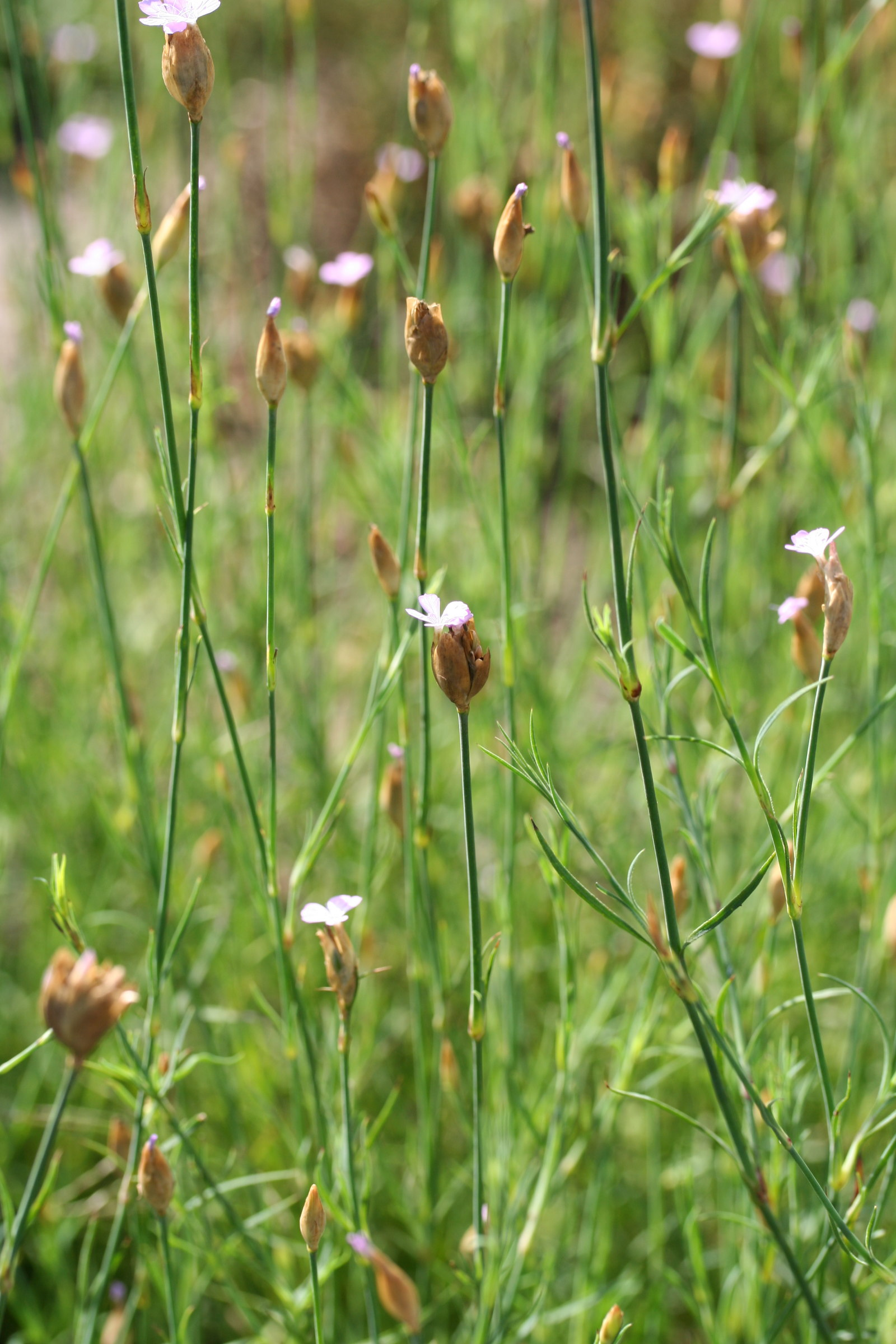
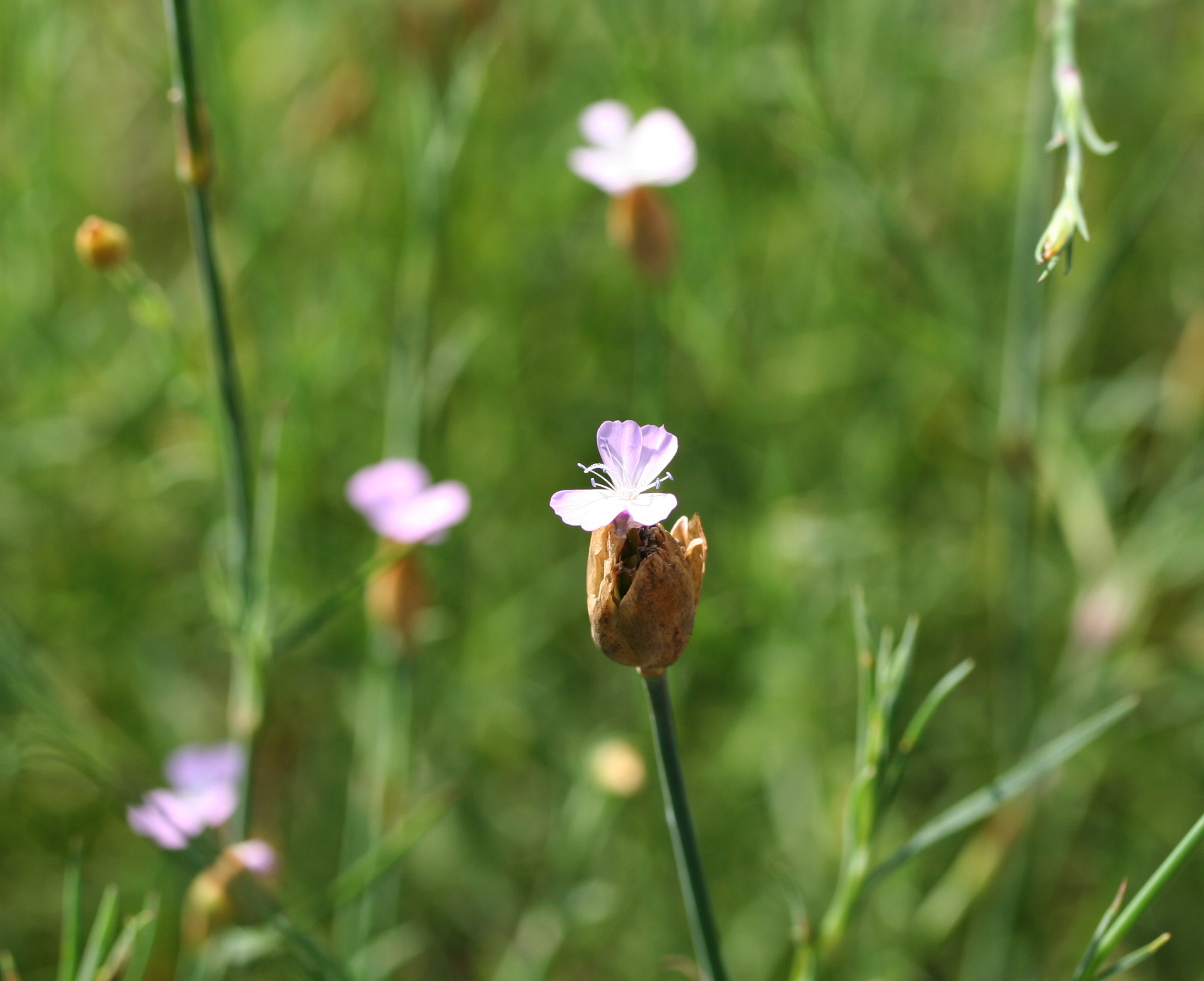
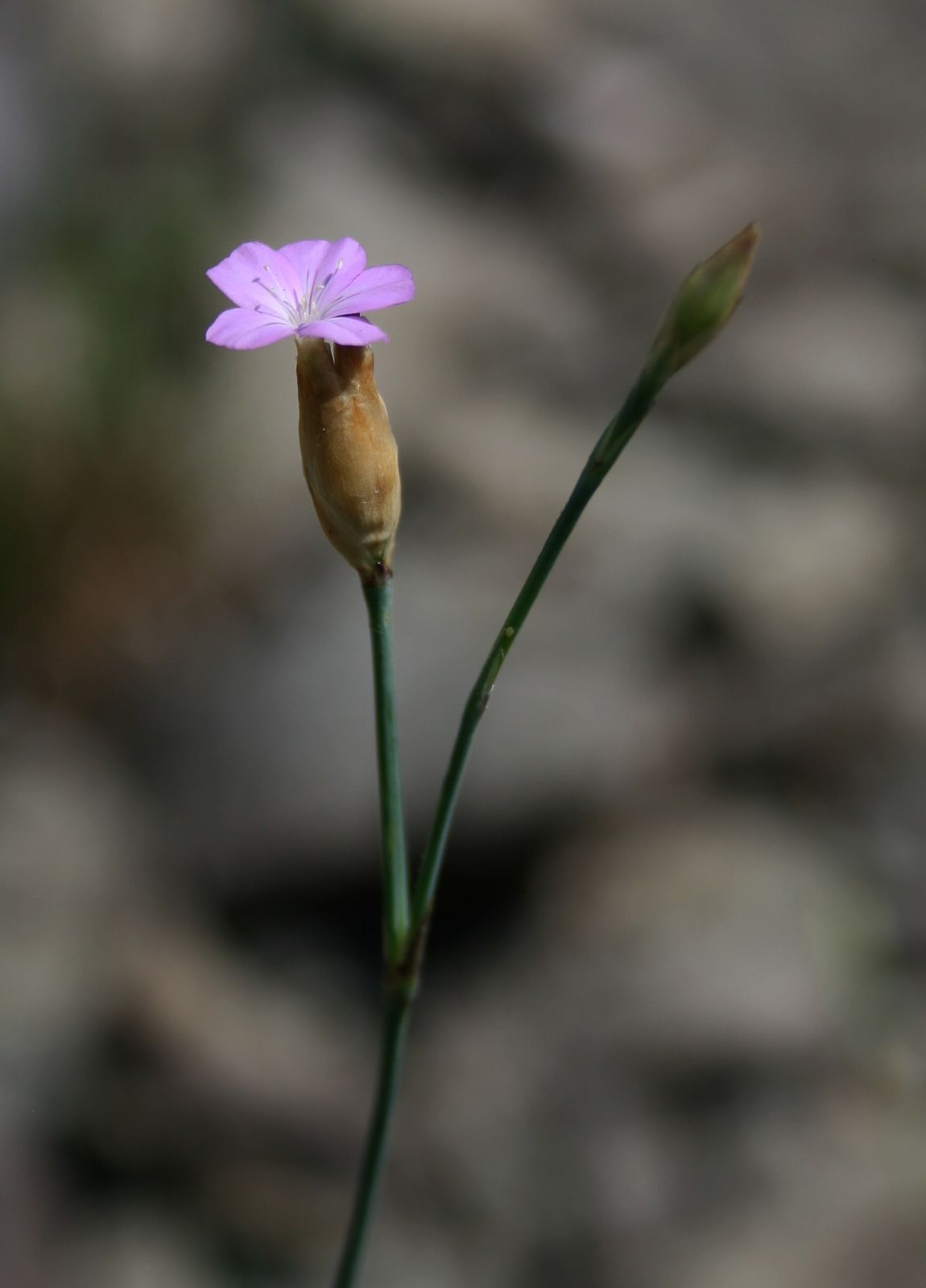